# IC 460
IC 460 је спирална галаксија у сазвјежђу Рис која се налази на листи објеката дубоког неба у Индекс каталогу.
Деклинација објекта је + 50° 12' 8" а ректасцензија 7h 10m 44,1s. Привидна величина (магнитуда) објекта IC 460 износи 14,6 а фотографска магнитуда 15,4. IC 460 је још познат и под ознакама MCG 8-13-89, CGCG 234-84, PGC 20318.